# Uíge
Uíge (auch Uíje) ist eine Stadt und ein Landkreis in Angola mit rund 600.000 Einwohnern (Stand 2019).

## Klima
|                        | Jan  | Feb  | Mär  | Apr  | Mai  | Jun  | Jul  | Aug  | Sep  | Okt  | Nov  | Dez  |   |      |
| Mittl. Temperatur (°C) | 22,9 | 23   | 23,1 | 23,7 | 23,2 | 21,6 | 20,2 | 19,8 | 21,3 | 22,2 | 22,4 | 22,6 | ⌀ | 22,2 |
| Mittl. Tagesmax. (°C)  | 27,7 | 28,1 | 28,4 | 28,9 | 28,9 | 28,4 | 27,3 | 26,4 | 27   | 27,2 | 27   | 27,2 | ⌀ | 27,7 |
| Mittl. Tagesmin. (°C)  | 18,1 | 17,9 | 17,9 | 18,5 | 17,5 | 14,8 | 13,2 | 13,3 | 15,6 | 17,3 | 17,9 | 18   | ⌀ | 16,7 |
|                        |      |      |      |      |      |      |      |      |      |      |      |      |   |      |
| Niederschlag (mm)      | 135  | 144  | 196  | 254  | 96   | 5    | 1    | 1    | 34   | 133  | 223  | 180  | Σ | 1402 |
|                        |      |      |      |      |      |      |      |      |      |      |      |      |   |      |
| Regentage (d)          | 23   | 24   | 26   | 26   | 21   | 2    | 1    | 4    | 18   | 28   | 28   | 29   | Σ | 230  |
|                        |      |      |      |      |      |      |      |      |      |      |      |      |   |      |
| Luftfeuchtigkeit (%)   | 91   | 86   | 90   | 88   | 81   | 72   | 67   | 71   | 70   | 83   | 90   | 91   | ⌀ | 81,7 |

| 18,1 |

| 17,9 |

| 17,9 |

| 18,5 |

| 17,5 |

| 14,8 |

| 13,2 |

| 13,3 |

| 15,6 |

| 17,3 |

| 17,9 |

| 18 |

| 18,1 |

| 17,9 |

| 17,9 |

| 18,5 |

| 17,5 |

| 14,8 |

| 13,2 |

| 13,3 |

| 15,6 |

| 17,3 |

| 17,9 |

| 18 |

## Geschichte
Uíge wurde durch Erlass vom 6. April 1917 als Militärstützpunkt und Ortschaft durch die Portugiesische Kolonialverwaltung gegründet. Kurz zuvor hatte der Hauptmann Manuel José Pereira hier einen befestigten Stützpunkt errichtet, auf dem Weg von einer Erkundungsexpedition nach Camabatela zurück zur Fortaleza de Bembe, der Festung von Bembe. Der Name ist vermutlich dem Kikongo-Wort für Ankunft entlehnt, Uigidi, im Zusammenhang mit den ankommenden portugiesischen Soldaten.
Uíge gehörte zu Bembe, bevor es am 25. Juli 1956 Sitz eines eigenen Kreises wurde. Zuvor war die Kleinstadt (Vila) Uíge 1955 in Vila Marechal Carmona oder kurz Vila Carmona umbenannt worden, nach dem 1951 gestorbenen portugiesischen Staatspräsidenten António Óscar de Fragoso Carmona. Nachdem sie später zur Stadt (Cidade) erhoben wurde, hieß sie lediglich Carmona. Nach der Unabhängigkeit 1975 gab die Stadt ihren portugiesischen Namen wieder ab und heißt seither erneut Uíge.
Uíge liegt im Gebiet, in dem der Portugiesische Kolonialkrieg 1961 seinen Beginn nahm. Entsprechend unternahmen die portugiesischen Streitkräfte und die späteren FNLA-Rebellen hier eine Vielzahl Operationen, bis sich die Kämpfe nach der Unabhängigkeit Angolas 1975 und dem Ausbruch des Angolanischen Bürgerkriegs (1975–2002) intensivierten und dabei zunehmend nach Süden verlagerten. Uíge erlitt danach weniger Zerstörungen als der zuvor weitgehend verschonte Süden des Landes. Da der Wiederaufbau im Land jedoch erst seit Mitte der 2000er Jahre spürbar anlaufen konnte, erfährt auch Uíge erst seit einigen Jahren wieder eine positive Entwicklung. Der Kaffeeanbau in Uíge, der bis 1975 ein bedeutender nationaler Wirtschaftsfaktor war, ist jedoch noch weit entfernt von seiner früheren Bedeutung, so dass die Entwicklung vorerst hinter einigen anderen Regionen zurückbleibt.(Stand 2014)

## Verwaltung
Uíge ist Sitz eines gleichnamigen Kreises (Município) in der Provinz Uíge. Sie besteht aus nur einer Gemeinde (Comuna), die ebenfalls Uíge heißt. Die Stadt hatte bei der Volkszählung 2014 rund 520.000 Einwohner, für 2019 beträgt die Schätzung 600.000 Einwohner.

## Bildung
Im Zuge der staatlichen Wiederaufbauprogramme wurden in Uíge auch eine Reihe Schulen neu errichtet. So konnten im Jahr 2013 27.500 Schüler in 1.323 Klassenräumen an 1.018 Schulen im Kreis unterrichtet werden. Es gibt die Pädagogische Hochschule Instituto Superior de Ciências da Educação und die Universidade Kimba Vita, die in der Forschung mit der Technischen Universität Dresden kooperiert.

## Wirtschaft
Uíge gilt als eine Hauptstadt der Kaffeeproduktion in Angola. Vor der Unabhängigkeit Angolas 1975 existierten hier bis zu 112 Kaffeeschälanlagen, und die hiesige Produktion trug maßgeblich zu den zwischen 1973 und 1974 erreichten 204.000 Tonnen Kaffee bei. Damit war Angola der größte Kaffeeproduzent Afrikas. Mit Ausbruch des Angolanischen Bürgerkriegs 1975 verließen die portugiesischen Kaffeepflanzer ihre Plantagen, und der Kaffeeanbau verfiel. Seit 2009 wird der Anbau von Kaffee hier wieder verstärkt gefördert. So wurden in Uíge etwa 100 frühere Kaffeeplantagen reaktiviert, und das staatliche Kaffeeinstitut (Instituto Nacional do Café, INCA) bietet in Zusammenarbeit mit verschiedenen Banken Kredite und andere Unterstützungsprogramme.
Daneben werden im Kreis Uíge Maniok, Ölpalmen, Erdnüsse, Süßkartoffeln, Bohnen, Kakao und Sisal zur Herstellung der Sisalfaser angebaut.

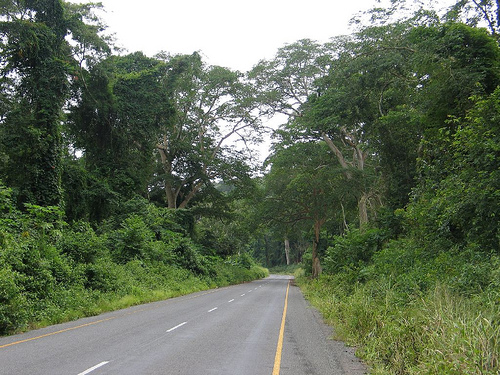
Die neu ausgebaute Überlandstraße von Uíge nach Caxito und Luanda

## Verkehr
Drei Kilometer nordwestlich der Stadt befindet sich ein Flugplatz, IATA-Code UGO.
Eine neu ausgebaute Überlandstraße verbindet die Stadt mit Caxito. 

## Sport
Der erst 2012 gegründete Fußballverein União Sport Clube do Uíge spielt in der höchsten angolanischen Spielklasse, dem Girabola (Stand 2014). União do Uíge bestreitet seine Heimspiele im 1500 Zuschauer fassenden Estádio 4 de Janeiro, wo auch der ebenfalls hier beheimatete Santa Rita FC seine Heimspiele austrägt. Am 10. Februar 2017, dem ersten Spieltag des Girabola 2017, ereignete sich hier ein schweres Unglück: bei der Begegnung des Santa Rita FC gegen den CRD Libolo brach ein Zugang zu den Stadionrängen zusammen, 17 Menschen kamen im Gedränge zu Tode, 59 weitere wurden verletzt, teils lebensgefährlich. Weitere Fußballvereine sind der 1978 gegründete Clube Desportivo O Construtor do Uíge und der Verein Agremiação Desportiva Stad’Uíge, der seit 2010 besteht, zwischenzeitlich bis in die zweite Liga, den Gira Angola aufgestiegen ist, und neben Fußball auch Leichtathletik und Radsport betreibt.

## Persönlichkeiten
- Tete António (* 1955), Politiker